# Inedie
Inedia (din latină înfometare) este pretinsa abilitate de a putea trăi fără mâncare. Cuvântul a fost inițial introdus pentru a descrie un stil de mâncare legat de tradiția catolică, care spune că anumiți sfinți au putut supraviețui fără mâncare și fără băutură pe perioade extinse, așa cum reiese și din Biblie.
Breatharianism este un concept înrudit, cei ce cred în acest concept susțin posibilitatea de a trăi fără mâncare, eventual chiar și fără băutură, și că oamenii pot trăi o perioadă îndelungată doar cu prana, forța vitală din hinduism, sau, după cum ar spune alții, cu ajutorul energiei solare (conform Ayurvedei, soarele este una din principalele surse de prana).
Este un fapt clar că toți avem nevoie de hrană și lichide pentru a supraviețui.

## Evaluare științifică
Studiile bazate pe dovezi privind efectele restricțiilor alimentare arată clar că postirea îndelungată conduce la înfometare, deshidratare și eventual moarte. În absența aportului de hrană corpul arde propriile rezerve de glicogen, grăsimea corporală și țesut muscular. Breatharienii afirmă că ale lor corpuri nu consumă aceste rezerve în timpul postirii.
Unii breatharieni s-au supus testărilor medicale, inclusiv supravegherea medicală a misticului indian Prahlad Jani, care părea că supraviețuiește fără mâncare și băutură timp de 15 zile, iar un breatharian israelian a părut că supraviețuiește opt zile în cadrul unui documentar televizat. În alte cazuri, câțiva oameni au încercat să supraviețuiască doar cu lumină solară, doar pentru a abandona aceste eforturi odată cu pierderea masivă de masă corporală.
În câteva cazuri documentate, indivizii care au încercat postirea breathariană au decedat. Printre susținerile in favoarea inedia investigate de Asociația Raționalistă Indiană, toate dintre ele au fost găsite drept frauduloase. Societățile științifice, cum ar fi Asociația Dietetică Britanică avertizează puternic contra dietei breathariene, calificând-o drept „periculoasă” și afirmând că „este un fapt elementar că toți avem nevoie de o dietă cu hrană și lichide pentru a trăi.”